# Romane Ménager

a Compétitions nationales et continentales officielles uniquement.

b Matchs officiels uniquement.
Dernière mise à jour le 30 mars 2025.
Romane Ménager, née le 26 juillet 1996, est une joueuse internationale française de rugby à XV évoluant au poste de troisième ligne, internationale en équipe de France depuis 2015. Elle a participé à la coupe du monde de rugby féminin en Irlande en 2017 et a terminé dans le XV type mondial à son poste de troisième ligne aile.

## Biographie
Avec sa sœur jumelle Marine, elle est plongée dans le monde du rugby, en suivant les traces de leur grande sœur Caroline dès l’âge de 7 ans. En 2015, elle entreprend des études en STAPS à la faculté des sports de  Lille.
Elle honore sa première cape internationale en équipe de France le 7 novembre 2015 contre l'Angleterre. Lors du deuxième test match contre les États-Unis le 22 novembre à Béziers, Romane inscrit un essai peu avant l’heure de jeu. La France s’imposera  sur le score de 36 à 10. Ses qualités de troisième ligne complète lui permettent de devenir une titulaire indiscutable de l'équipe de France dès l'âge de 21 ans, un an après sa première sélection en bleu,.
En 2017, elle est retenue dans le groupe pour disputer la Coupe du monde de rugby à XV féminin 2017 en Irlande. Elle réalise un bon début de compétition, marquant quatre essais au cours des trois matchs de poule, avec un doublé contre le Japon. Elle est cependant forfait pour la demi-finale contre l'Angleterre. Elle fait son retour pour la petite finale, pour laquelle elle est décalée au poste de troisième ligne centre. Elle est élue dans le quinze type de la compétition. En novembre, elle est nommée par World Rugby pour le titre de meilleure joueuse de l'année.
En 2018, elle participe au Grand Chelem de l'équipe de France dans le Tournoi des Six Nations. Cette même année, elle quitte Lille avec sa sœur pour rejoindre l'effectif du Montpellier rugby club.
En novembre 2018, elle fait partie, avec sa sœur, des 24 premières joueuses françaises de rugby à XV qui signent un contrat fédéral à mi-temps. Son contrat est prolongé pour la saison 2019-2020.
En 2022, elle est sélectionnée par Thomas Darracq pour disputer la Coupe du monde de rugby à XV en Nouvelle-Zélande.
Sélectionnée pour le Six Nations 2024, elle est nommée joueuse du match contre l'Écosse.

## Palmarès

### En club
- Vice-championne de France en 2015 avec le Lille Métropole RC villeneuvois
- Championne de France en 2016 avec le Lille Métropole RC villeneuvois
- Championne de France en 2019 avec le Montpellier rugby club

### En équipe nationale
- Vainqueur du Tournoi des Six Nations féminin en 2016 et 2018 (Grand Chelem).

### Distinctions personnelles
- Membre de l'équipe type du Tournoi des Six Nations en 2024[17].